# Sjukhusgärdet
Sjukhusgärdet är en stadsdel i östra delen av Arboga. Området har fått sitt namn efter sjukhuset som låg där tidigare. I området finns skola, fritids och dagis. Området består av villor och radhus samt några lägenhetshus. Tidigare låg ett tegelbruk i området, vilket blev nedbränt på 1960-talet av en pyroman. 